# Walter Guglielmone
Walter Guglielmone, vollständiger Name Walter Fernando Guglielmone Gómez, (* 11. April 1978 in Salto) ist ein uruguayischer Fußballspieler.

## Karriere

### Verein
Der 1,82 Meter große Offensivakteur Guglielmone ist der Halbbruder Edinson Cavanis. Er begann seine Karriere bei Nacional Montevideo. Dort absolvierte er in der Saison 1999 drei Partien (ein Tor) in der Primera División. In der Spielzeit 2000 folgten 33 Erstligaeinsätze für Frontera Rivera Chico; er erzielte dabei 15 Treffer. Im Folgejahr trat er in 34 Begegnungen der Primera División für die Montevideo Wanderers an und zeigte sich mit 16 Ligatoren erneut treffsicher. 2002 folgte eine erneute Karrierestation bei Nacional Montevideo, wurde aber in jener Saison nur zweimal (kein Tor) in Uruguays höchster Spielklasse eingesetzt. In der Saison 2002/03 spielte er beim französischen Verein AC Ajaccio und lief 17-mal (ein Tor) die Korsen in der Ligue 1 auf. 2003 spielte er nach seiner Rückkehr nach Uruguay wieder für Nacional. 2004 stand er beim Danubio FC unter Vertrag. Dem folgten in der Saison 2004/05 zwei Stationen in Mexiko bei CF Pachuca und Chiapas FC. 2005/06 wird er als Spieler von Peñarol Montevideo geführt. In der Spielzeit 2006/07 stand er beim uruguayischen Erstligisten Liverpool Montevideo unter Vertrag.
2007 schloss er sich als erster Lateinamerikaner dem aserbaidschanischen Klub İnter Baku an. Dort wurde er mit dem Team im Mai 2008 Aserbaidschanischer Meister. Für die Aserbaidschaner bestritt er in den Spielzeiten 2007/08 und 2008/09 45 Ligaspiele und schoss 28 Tore. In der Folgesaison spielte er 22 Ligapartien (zwei Tore) für Neftçi Baku. 2010 absolvierte er 13 Erstligabegegnungen (drei Tore) für den paraguayischen Klub Club Guaraní. Mitte Januar 2011 wechselte er von dort erneut zu den Montevideo Wanderers. Dort wurde im Juli 2011 sein auslaufender Vertrag nach 14 Erstligaeinsätzen (drei Tore) allerdings nicht verlängert. Der Esporte Clube Pelotas aus Brasilien war spätestens ab Januar 2012 sein nächster Arbeitgeber. Ebenfalls 2012 spielte er in China für Beijing Institute of Technology FC. 2015 wird er wieder in Reihen des brasilianischen Vereins Pelotas geführt.

### Nationalmannschaft
Guglielmone debütierte am 19. Juli 2001 im Rahmen der Copa América 2001 bei der 0:1-Gruppenspielniederlage gegen Honduras unter Víctor Púa mit einem Startelfeinsatz in der uruguayischen A-Nationalmannschaft. Sein zweiter und bislang letzter Einsatz datiert vom 29. Juli 2001. Gegner war erneut die honduranische Nationalelf im mit 4:5 im Elfmeterschießen verlorenen Spiel um Platz 3.

### Erfolge
- Aserbaidschanischer Meister: 2008